# Augustus Siebe

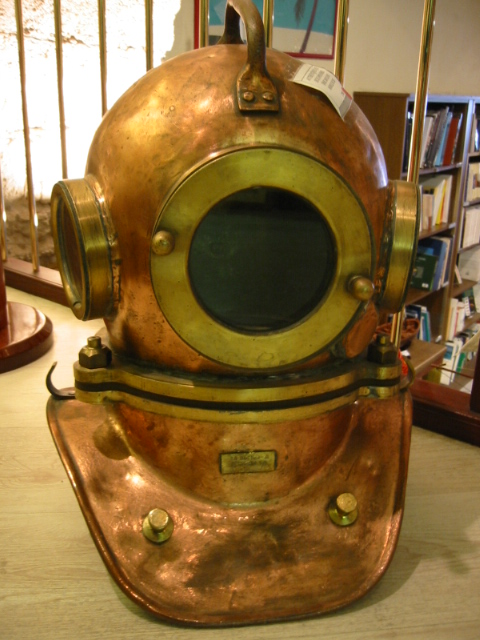
Casco de escafandra antiguo.

Augustus Siebe (1788 - † 1872) fue uno de los principales inventores que contribuyeron al desarrollo de la escafandra de buceo durante la primera mitad del siglo XIX.
Durante su juventud abandonó su Sajonia natal para estudiar la calderería en Berlín. En esa ciudad demostró sus talentos en el arte de la fabricación y reparación de instrumentos y mecanismos de todo tipo, por lo que sirvió como ingeniero de artillería durante las guerras napoleónicas, particularmente durante la batalla de Waterloo.
En 1818 emigró a Inglaterra y en 1819 se instaló en Londres estableciendo un negocio de fabricación y reparación de máquinas. Sus inventos le hicieron ganar un premio concedido por la Royal Society of Arts y ganó cierta popularidad como inventor. Más tarde, en 1823, los hermanos John y Charles Deane desarrollaron un casco antihumo para los bomberos, casco que adaptaron para una empresa que fundaron en 1825, empresa especializada en la recuperación submarina de redes y anclas. En 1830 quisieron perfeccionar su casco de buceo y reclamaron la ayuda de Siebe, pues ya era famoso como inventor. Siebe diseñó entonces un casco con tres ventanillas, una frontal y otras dos para los lados. En 1855 el francés Joseph-Martin Cabirol creará un casco con un cuarto ojo de buey situado en la parte superior, pero la forma general de los cascos de escafandra fue más o menos fijada con el diseño de Siebe de 1830. En 1836 Siebe creó un nuevo modelo de casco con una válvula antirretroceso que impedía que el aire bombeado desde la superficie fuera repelido por la presión del agua.
Hasta entonces los cascos de escafandra estaban abiertos en su parte inferior, por donde salía el aire espirado del buzo. Era, pues, indispensable que el buzo se mantuviera en posición vertical para que el agua no entrara dentro del casco, una simple caída podía ser mortal. Para solucionar este problema Siebe inventó el primer traje impermeable de buceo, en 1837. El traje estaba fabricado con una lona cauchutada que dejaba en seco el cuerpo del buzo. Era el primer traje de buceo cerrado que permitía al buceador trabajar en cualquier posición y a una profundidad de hasta 100 metros. Una serie de roscas y tornillos aseguraban la fijación del casco con el traje. Además de permitir al buzo de moverse en cualquier posición la capa de aire contenida dentro del traje ofrecía por fin una real protección contra el frío de las profundidades, pues en contacto con el agua el cuerpo humano sufre una pérdida de calorías mucho mayor.
Satisfecho de los éxitos obtenidos se asoció a su yerno Gorman y fundó la compañía Siebe Gorman Ltd., especializada en la fabricación de equipos y trajes de buceo así como en toda clase de trabajos submarinos. Las escafandras Siebe Gorman demostraron de este modo su eficacidad durante los trabajos de entre 1840 y 1843, trabajos que permitieron la recuperación de bienes hundidos con el buque de guerra HMS Royal George, buque zozobrado en 1782.